# پل آکرلی
پل آکرلی (انگلیسی: Paul Ackerley؛ ۱۶ مه ۱۹۴۹ – ۳ مه ۲۰۱۱) بازیکن هاکی روی چمن اهل نیوزیلند بود.
وی در مسابقات کشوری و بین‌المللی در مجموع برندهٔ ۱ مدال طلا شده‌است. او در بازی‌های المپیک ۱۹۷۶ در مونترال مدال طلا را کسب کرد. آکرلی عضو تیم ملی برای بازی‌های المپیک ۱۹۸۰ نیز بود اما به دلیل تحریم بازی‌های مسکو در این رقابت‌ها شرکت نکرد. او در مجموع ۲۵ بازی برای نیوزلند انجام داد.